# Oveja de Ouessant
La oveja de Ouessant ( OUS ), también conocida como la "oveja enana bretona" y "oveja enana europea" es la raza de oveja más pequeña de Europa. Toma su nombre de la isla de Ouessant, una isla atlántica francesa de un kilómetro cuadrado de tamaño, sin árboles y situada al norte de Francia. Las ovejas de Ouessant suelen criarse en pequeños grupos de animales en el pastoreo de afición y ahora están muy extendidas en gran parte de Europa. Suelen tener diversos colores, aunque los predominantes son el negro y el blanco.

## Objetivo de cría
Se trata de una oveja resistente a todo tipo de climas y espacios, y poco exigente con las mínimas necesidades de alimentación y cuidados para ovinos. Es una raza adecuada tanto en el sector clásico de biotopo y de gestión del paisaje en las superficies más pequeñas, como también como "cortacésped" ecológico en el ámbito privado, público y mantenimiento de espacios verdes comerciales. De ahí que se trate de una de las razas favoritas entre el pastoreo de afición en Europa, por su fácil manejo del rebaño, su pequeño tamaño, que no necesita grandes establos si se cría en grupos reducidos y su fácil comercialidad dentro de Europa. Por otro lado, se trata de una oveja poco rentable en general en términos de producción comercial de carne, leche y lana, salvo la carne de cordero para consumo.

## Origen/historia
Los orígenes de la oveja de Ouessant están estrechamente relacionados con las condiciones agrícolas y la agricultura tradicional de la isla de Ouessant . La raza se trata, de una reliquia de esta cultura ganadera insular que existió hasta el siglo XIX en dicha isla. Las antiguas fotos de la isla de Ouessant atestiguan la presencia de la oveja enana en dicha isla durante el XIX hasta hoy. Los orígenes de la oveja de Ouessant son probablemente mucho más antiguos al XIX. Durante excavaciones en la zona, los arqueólogos descubrieron miles de huesos de oveja que datan del 750 al 450 a. C. El asentamiento humano en Ouessant se remonta al Neolítico. Aunque de momento los huesos hallados se desconoces si pertenece en concreto a las ovejas enanas de Ouessant, o si por el contrario se tratan de otras razas o incluso un ancestro.
Las primeras fuentes escritas que atestiguan la presencia de ovejas en la isla datan del siglo XVII, aunque sin certeza, se supone que pertenecen a la raza de ovejas enanas. El ganado era numeroso y se perforaban o cortaban marcas en las orejas de las ovejas para asignárselas a sus dueños.
Como en el resto de Bretaña las ovejas en la isla de Ouessant tenían poco valor; la lana era necesaria y conservada únicamente por motivos económico. El oficio de pastor no tenía ningún valor y a menudo era desempeñado por niños.
Las ovejas permanecían sin establo durante todo el año, a diferencia del continente, ya que en Ouessant no había depredadores que amenazaran como el lobo europeo. La temporada principal de partos comenzaba a mediados de marzo; Los corderos para sacrificio se comercializaban desde mediados de mayo y las exportaciones de ovejas al continente continuaban hasta octubre; Cada año se vendían cientos de animales al continente, al menos desde el siglo XIX. La carne de la oveja enana europea tenía buena reputación y la mayoría de los animales llegaban al mercado regional, e incluso algunos de ellos fueron llevados hasta otros lugares de Francia como París y Champaña. Como peso al sacrificio del animal se mencionan en la época de tres a cinco kilos.
Se habla de hasta 10.000 ovejas enanas en la isla en el XIX. Los recuentos detallados sólo enumeran alrededor de 6.000. Un censo de 1856 menciona 4.190 ovejas y corderos, así como un elevado número de 1.713 carneros. 
La alta comercialización de la especie antes de alcanzar su desarrollo biológico, sumado a otros factores como la escasa vegetación de la isla de Ouessant y a una climatología a veces dura, contribuyeron a reducir aún más el tamaño de la raza. Además, hay que tener en cuenta que la vegetación de Ouessant es escasa y ofrece relativamente poca comida incluso en épocas mejores.

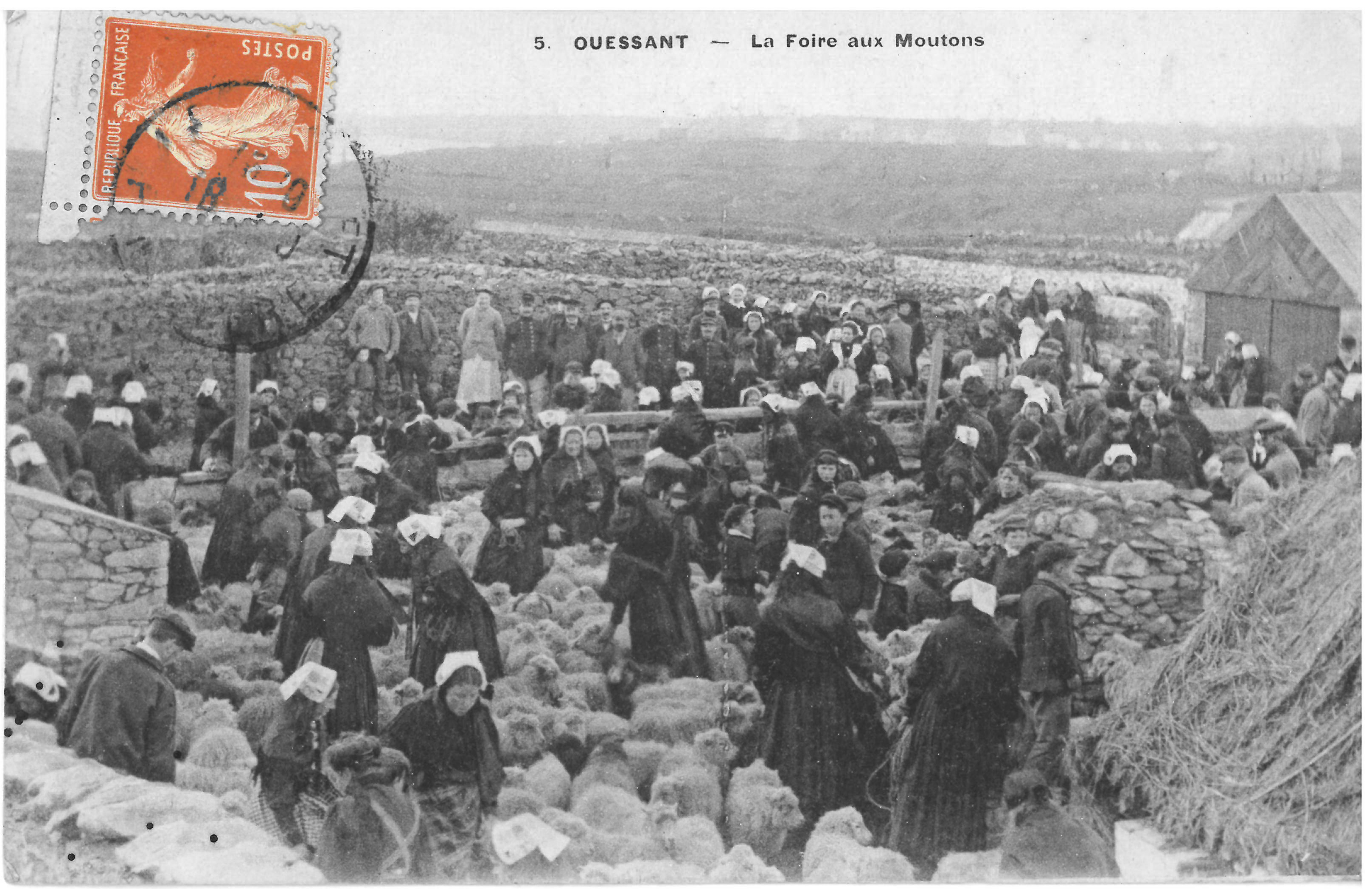
Reuniendo las ovejas en Ouessant - postal histórica - matasellos del 18 de octubre de 1913 Le Conquet Finistère

En muy poco tiempo, la población ovina de Ouessant cambió al mezclarse las ovejas que quedaron en la isla con ovejas de otras razas. Los animales traídos al continente con fines recreativos permanecían entre ellos y, a diferencia de la isla, no se cruzaban con otras razas, por lo que sobrevivió la raza de oveja enana hasta bien entrada la segunda mitad del siglo XX en otros lugares de Francia.
A partir de los años 1970, la oveja de Ouessant, casi olvidada y extinguida, encontró defensores. En 1976 la cría de conservación de la raza se inició con animales procedente de los cuatro rebaños originales que aún quedaban en la Francia continental (Morbihannaise, Vendéenne, Jardin des plantes de Paris y Nord).

## Colores

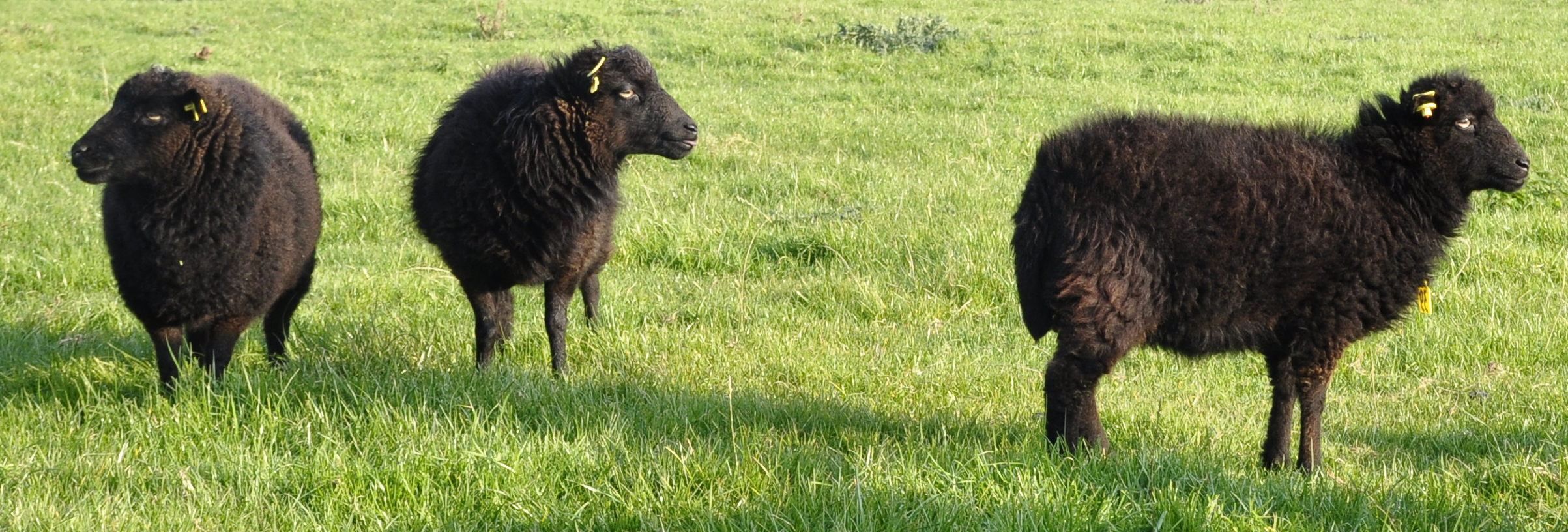
Oveja negra de Ouessant

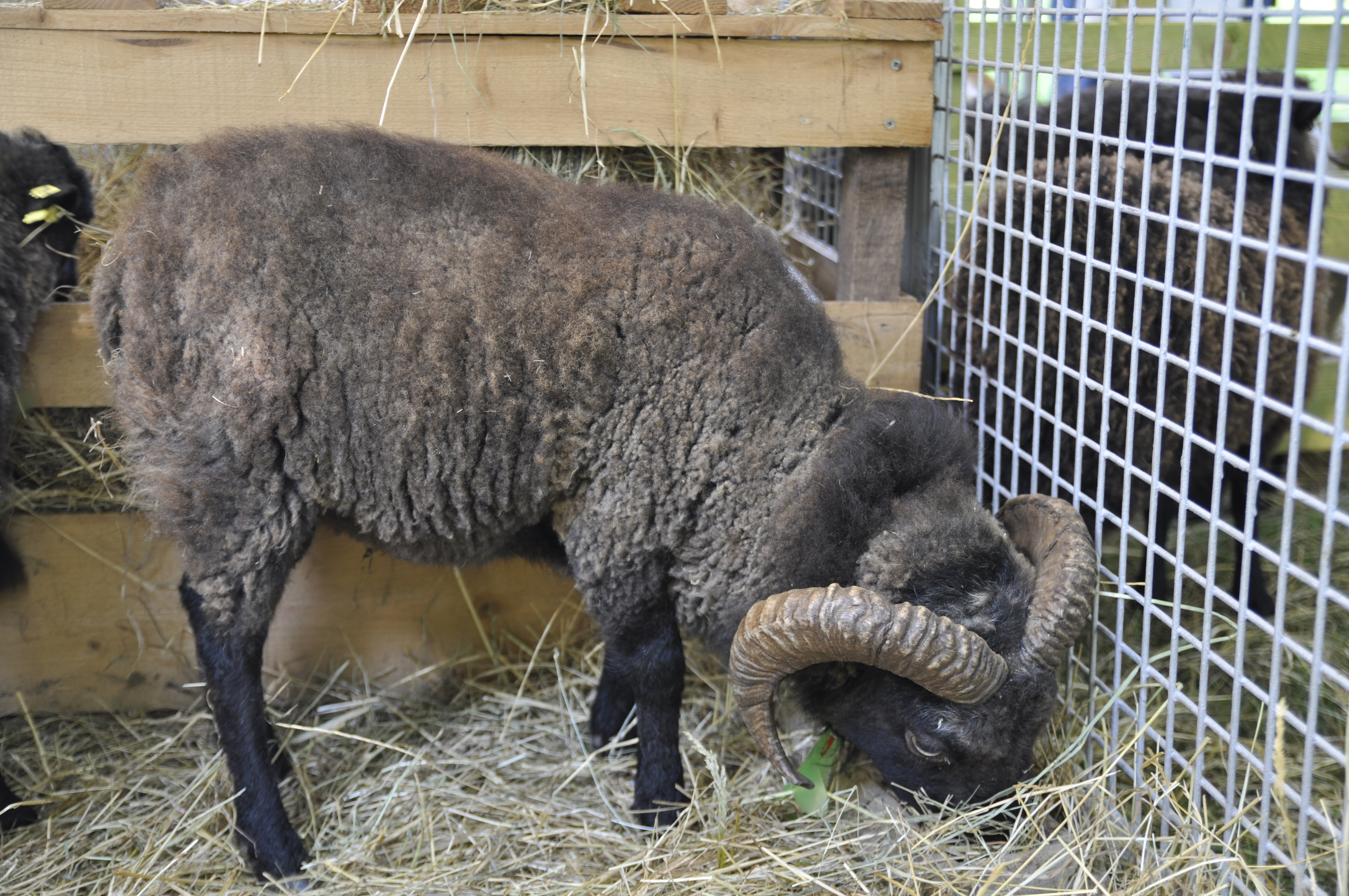
Gen de dilución: ciervo gris en Francia

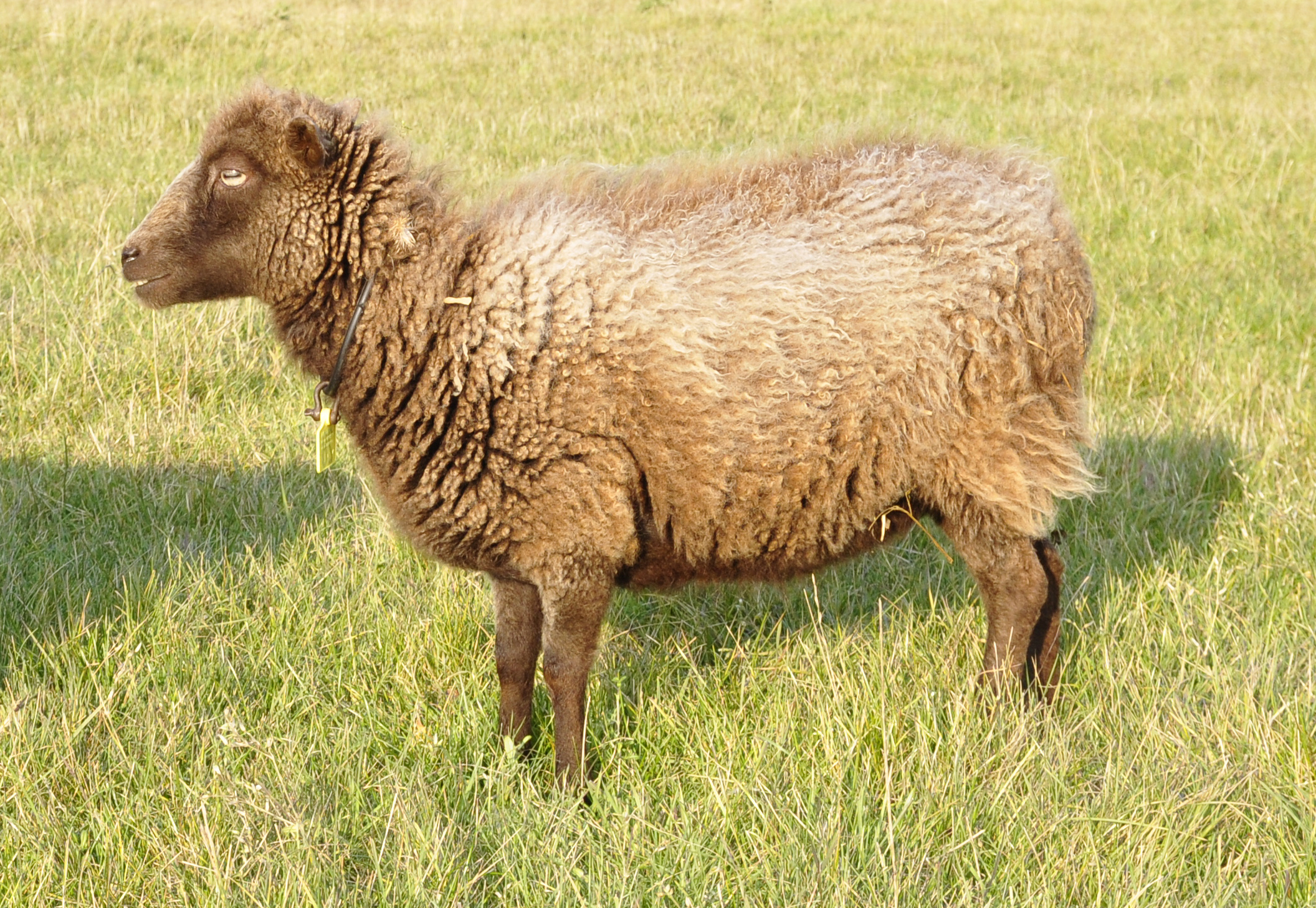
Ejemplar moderno marrón

- El negro es el color original o originalmente deseado de la oveja de Ouessant. El término técnico en herencia es nonagouti.
- Los animales grises ya eran conocidos en el siglo XIX. Mencionado en la isla en el siglo XIX. No está claro a qué gris se refiere. Existen algunas posibilidades genéticas, algunas de las cuales aún no se han investigado. Desde 2019, las ovejas grises figuran como “décoloré” en Francia. Este término es algo engañoso; se refiere a animales con gránulos de pigmento agrupados. El efecto es causado por un gen de dilución, científicamente diluido y puede ocurrir en animales negros y marrones.
- Los animales blancos existen desde finales del siglo XIX. Siglo documentado por postales históricas. El origen no está del todo claro. Dado que las ovejas de brezo blanco se conocían en el continente mucho antes, se puede suponer que estos animales participaron en su creación. La primera importación registrada de ovejas del continente a la isla se produjo a principios del siglo XX. Siglo de fecha. La oveja blanca de Ouessant puede tener un color rojizo, especialmente en el cuello, la cola y las patas. Los genetistas utilizan el término agutí blanco y fuego.
- Según los conocimientos actuales, todas las ovejas pardas se remontan a la región de Lille. Se conoce el cruce de un macho pardo de raza y origen desconocidos. No existen animales genéticamente marrones originarios de Bretaña. Cuando en Bretaña se habla de animales marrones, normalmente se refieren a animales negros que han sido blanqueados por la luz del sol. El color está determinado por el lugar marrón .
- En los Países Bajos, el término moho se utiliza desde los años 1980 para designar a todos los animales grises. Hoy en día, "gris" significa animales del tipo gris agouti. El gris agutí es un patrón que se hereda de forma dominante y siempre se identifica por la boca harinosa y las ojeras debajo de los ojos. Al igual que todos los demás patrones agutí (excepto el blanco y el tostado), el ruano está fuera del estándar de la raza francesa.

| Lugar | Designación  | Alelos en OUS | Efectos fenotípicos de los alelos. |
| ----- | ------------ | ------------- | ---------------------------------- |
| A     | agutí        | awt           | blanco                             |
|       |              | ag            | moho                               |
|       |              | a             | negro (nonagouti)                  |
| b     | locus marrón | b             | negro                              |
|       |              | b             | marrón                             |
| D     | diluido      | D             | formación completa del color       |
|       |              | d             | diluido/aclarado                   |

## Distribución
En 1977, GEMO conocía 486 animales de la raza.  Durante el censo ganadero en 2006 se registraron alrededor de 9.500 ejemplares de la oveja enana en Países Bajos y Alemania. Además, todavía existen numerosas poblaciones no registradas, por lo que se puede suponer una población de más de 15.000 ovejas de Ouessant en la actualidad en toda Europa. Después de los Países Bajos (FO S), Francia (GEM O) es el principal foco de cría de ovejas de Ouessant. Existen asociaciones de criadores en Bélgica (BOV), Alemania (IGOU), Gran Bretaña (OSS) y Suiza (Ouessantschafe Schweiz). Actualmente existen criadores y propietarios individuales en Austria, República Checa, Letonia, Dinamarca, España, Portugal y otros países europeos.
Para algunos de los criadores bretones de GEMO, la atención se centra en preservar esta antigua raza como un valioso potencial genético europeo y su importancia como patrimonio cultural e histórico vivo. Es por ello, que asociaciones como GEMO entre otras, persiguen la declaración oficial de la raza de la oveja enana europea como "no exportable", incluso las mezcladas con otras razas o mixtas, fuera de la Unión Europea para su cría, siendo sólo posible exportar y comercializar su carne, lana y leche a terceros países, pero en ningún caso ejemplares vivos.

## Actitudes
Los animales suelen utilizar los refugios para protegerse de la lluvia y el sol. Mientras no haya demasiada nieve, los animales pueden permanecer al aire libre durante todo el año.  Salvo excepciones, la temporada de partos dura de febrero a septiembre. En casos muy raros, se han producido dos partos en un año, lo que tampoco es un objetivo de reproducción deseado.
Debido a su pequeño tamaño corporal, las ovejas de Ouessant también se utilizan en viticultura durante la temporada de crecimiento. Aquí pueden ayudar a mantener corta la vegetación competidora, eliminar los brotes no deseados del tallo y limpiar la zona de la uva de hojas, lo que tiene un efecto positivo en la calidad del vino. 